# Copa UDEAC 1986
La Copa UDEAC 1986 fue la tercera edición del torneo de fútbol a nivel de selecciones nacionales de África Central organizado por la UNIFFAC y que contó con la participación de seis países de la región.
Camerún venció en la final a Chad en Guinea Ecuatorial para ganar el título regional por segunda ocasión.

## Fase de grupos

### Grupo A
| País              | PTS | J | G | E | P | GF | GC |
| ----------------- | --- | - | - | - | - | -- | -- |
| Camerún           | 4   | 2 | 2 | 0 | 0 | 5  | 1  |
| Chad              | 2   | 2 | 1 | 0 | 1 | 2  | 3  |
| Guinea Ecuatorial | 0   | 2 | 0 | 0 | 2 | 0  | 3  |

| 9-12-1986  | Guinea Ecuatorial | 0–2 | Camerún           |
| 11-12-1986 | Camerún           | 3–1 | Chad              |
| 13-12-1986 | Chad              | 1–0 | Guinea Ecuatorial |

### Grupo B
| País                     | PTS | J | G | E | P | GF | GC |
| ------------------------ | --- | - | - | - | - | -- | -- |
| Gabón                    | 4   | 2 | 2 | 0 | 0 | 2  | 0  |
| Congo                    | 2   | 2 | 1 | 0 | 1 | 3  | 2  |
| República Centroafricana | 0   | 2 | 0 | 0 | 2 | 1  | 4  |

| 10-12-1986 | Gabón                    | 1–0 | Congo                    |
| 12-12-1986 | Congo                    | 3–1 | República Centroafricana |
| 14-12-1986 | República Centroafricana | 0–1 | Gabón                    |

## Fase Final
|  | Semifinales   | Semifinales |   |              | Final        | Final |  |
|  |               |             |   |              |              |       |  |
|  |               |             |   |              |              |       |  |
|  | Bata          |             |   |              |              |       |  |
|  | Congo         | 0           |   |              |              |       |  |
|  | Camerún       | 1           |   |              |              |       |  |
|  |               |             |   |              |              |       |  |
|  |               |             |   |              | Malabo       |       |  |
|  |               |             |   |              | Camerún      | 4     |  |
|  |               | Chad        | 1 |              |              |       |  |
|  |               |             |   |              |              |       |  |
|  |               |             |   |              |              |       |  |
|  |               |             |   |              | Tercer lugar |       |  |
|  | Malabo        | Malabo      |   | Bata         | Bata         |       |  |
|  | Gabón         | 0           |   | Congo (w.o.) | -            |       |  |
|  | Chad (DP 1-4) | 0           |   |              | Gabón        | -     |  |

## Campeón
| Copa UDEAC 1986    |
| ------------------ |
| Bandera de Camerún |
| Camerún 2º Título  |